# Luke's Fatal Flivver
Luke's Fatal Flivver  è un cortometraggio muto del 1916 prodotto e diretto da Hal Roach.  Interpretato da Harold Lloyd, il film fa parte della serie di comiche che avevano come protagonista il personaggio di Lonesome Luke.

## Trama
Luke fa una gita in campagna insieme ai suoi amici, tutti ammucchiati dentro un'automobile biposto. Il caos aumenta quando il gruppo di adolescenti si imbatte in alcuni elegantoni.

## Produzione
Il film fu prodotto da Hal Roach per la Rolin Films (come Phunphilms). Venne girato dal 7 al 22 febbraio 1916.

## Distribuzione
Distribuito dalla Pathé Exchange, il film - un cortometraggio in una bobina - uscì nelle sale cinematografiche USA il 19 giugno 1916.